# Девангандж (подокруг)
Девангандж (бенг. দেওয়ানগঞ্জ, англ. Dewanganj) — подокруг на севере Бангладеш в составе округа Джамалпур. Образован в 1874 году. Административный центр — город Девангандж. Площадь подокруга — 266,59 км². По данным переписи 1991 года численность населения подокруга составляла 193 182 человека. Плотность населения равнялась 725 чел. на 1 км². Уровень грамотности населения составлял 20,8 %. Религиозный состав: мусульмане — 97,82 %, индуисты — 2,01 %, христиане — 0,03 %, прочие — 0,14 %.